# إيراواتي إسكندر
إيراواتي إسكندر (بالإندونيسية: Irawati Moerid) مواليد 31 أكتوبر 1969، هي لاعبة كرة مضرب إندونيسية سابقة بدأت مسيرتها كمحترفة سنة 1986، اعتزلت اللعب في 2000. أعلى تصنيف لها في الفردي كان المركز الـ 328 في سنة 1992. أعلى تصنيف لها في الزوجي كان المركز الـ 274 في سنة 1992.

## الميداليات
| الميدالية | المسابقة                   |
| --------- | -------------------------- |
| برونزية   | دورة الألعاب الآسيوية 1990 |

## روابط خارجية
- إيراواتي إسكندر على موقع رابطة محترفات التنس (الإنجليزية)
- إيراواتي إسكندر على موقع رابطة محترفات التنس (الإنجليزية)
- إيراواتي إسكندر على موقع الاتحاد الدولي لكرة المضرب (الإنجليزية)
- إيراواتي إسكندر على موقع الاتحاد الدولي لكرة المضرب (الإنجليزية)
- إيراواتي إسكندر على موقع خلاصة التنس.كوم (الإنجليزية)